# دلفين شبيه الفظ بيروي
†دلفين شبيه الفظ بيروفي (الاسم العلمي: Odobenocetops peruvianus) هو نوع من الحيوانات يتبع جنس الدلفين الشبيه الفظ من فصيلة الدلافين الشبيهة الفظ.